# Štatenberg
Štatenberg je naselje v Občini Makole, nahaja se v hribih na levem bregu reke Dravinje, ter spada pod Štajersko pokrajino in Podravsko regijo.
Ime je dobilo po dvorcu Štatenberg, ki so ga v drugi polovici 17. stoletja postavili Attemsi.
Do druge svetovne vojne je dvorec bil v lasti družine Neumann iz Zagreba.